# Teresa C. S. Ávila-Pires
Teresa Cristina Sauer de Ávila-Pires (* 20. Juni 1955) ist eine brasilianische Herpetologin. Ihr Forschungsschwerpunkt befasst sich mit der brasilianischen Schuppenkriechtierfauna.

## Leben
Nach einem Biologiestudium von 1974 bis 1978 an der Universidade Federal do Rio de Janeiro graduierte Ávila-Pires 1982 mit der Schrift Contribuição ao estudo do  gênero Echinaster Müller & Troschel, 1840 (Echinodermata: Asteroidea) unter der Leitung von Ignácio Aureliano Machado Brito zum Master in den Biowissenschaften am Museu Nacional da Universidade Federal do Rio de Janeiro. Von 1985 bis 2018 war sie Forscherin am Museu Paraense Emílio Goeldi. 1987 war sie Stipendiatin am National Museum of Natural History der Smithsonian Institution in Washington, D.C., wo sie sich auf kuratorische Techniken für naturhistorische Museen spezialisierte. Von 1987 bis 1995 erfolgte ein Doktoratsstudium in Herpetologie an der Fakultät für Mathematik und Naturwissenschaften der Universität Leiden, wo sie mit der Dissertation Lizards of Brazilian Amazonia (Reptilia: Squamata) unter der Leitung ihres späteren Ehemanns Marinus Steven Hoogmoed promoviert wurde. 
Von 1996 bis 2001 war sie Gastprofessorin am Nationaal Natuurhistorisch Museum (heute Naturalis Biodiversity Center) in Leiden. Von 2001 bis 2016 war sie als wissenschaftliche Mitarbeiterin am Sam Noble Oklahoma Museum of Natural History tätig. 2009 forschte sie mit einem Postdoc-Stipendium an der Brigham Young University in Provo, Utah. Seit 2018 ist sie im Ruhestand.
Die Forschungsinteressen von Ávila-Pires umfassen die Naturgeschichte, die Taxonomie und die Zoogeographie von neotropischen Doppelschleichen, Echten Eidechsen und Schlangen.

## Erstbeschreibungen von Ávila-Pires
Ávila-Pires ist seit 1985 als Autorin beziehungsweise Co-Autorin an zahlreichen Erstbeschreibungen beteiligt gewesen, darunter:
- Ameivula pyrrhogularis (Basto da Silva & Ávila-Pires, 2013)
- Amphisbaena cunhai Hoogmoed & Avila, 1991
- Anolis tandai Avila-Pires, 1995
- Cercosaura anordosquama Sturaro, Rodrigues, Colli, Knowles & Avila-Pires, 2018
- Erythrolamprus carajasensis (Da Cunha, Nascimento & Avila-Pires, 1985)
- Gonatodes eladioi Do Nascimento, Avila-Pires & Da Cunha, 1987
- Gonatodes nascimentoi Sturaro & Avila-Pires, 2011
- Gonatodes riveroi Sturaro & Avila-Pires, 2011
- Lepidoblepharis conolepis Avila-Pires, 2001
- Lepidoblepharis hoogmoedi Avila-Pires, 1995
- Loxopholis ferreirai (Rodrigues & Avila-Pires, 2005)
- Loxopholis osvaldoi (Avila-Pires, 1995)
- Loxopholis snethlageae (Avila-Pires, 1995)
- Marinussaurus curupira Peloso, Pellegrino, Rodrigues & Ávila-Pires, 2011
- Potamites juruazensis (Avila-Pires & Vitt, 1998)
- Pseudogonatodes gasconi Avila-Pires & Hoogmoed, 2000
- Pseudogonatodes manessi Avila-Pires & Hoogmoed, 2000
- Stenocercus canastra Avila-Pires, Nogueira & Martins, 2019
- Stenocercus fimbriatus Avila-Pires, 1995
- Tretioscincus oriximinensis Avila-Pires, 1995
- Tupinambis longilineus Avila-Pires, 1995
- Tupinambis matipu Silva, Ribeiro-Júnior & Ávila-Pires, 2018